# Alfred E. Green
Alfred Edward Green (Perris, 11 de juliol de 1889 - Hollywood, 4 de setembre de 1960) va ser un director de cinema estatunidenc. Green va entrar al cinema l'any 1912 com a actor per a la Selig Polyscope Company. Es va convertir en assistent del director Colin Campbell. Llavors va començar a dirigir curtmetratges fins que va començar els llargmetratges el 1917.

## Biografia
En una carrera duradora que va durar fins a la dècada de 1950, Green va dirigir grans estrelles com Mary Pickford, Wallace Reid, Barbara Stanwyck, William Powell i Colleen Moore. A Ella Cinders de 1926, també va interpretar un director. El 1935, Green va dirigir Dangerous, protagonitzada per Bette Davis, que va guanyar la millor actriu per la seva interpretació. Molt després va arribar l'èxit de Green The Jolson Story (1946) i el western Four Faces West (1948), conegut fora dels Estats Units amb el títol més expressiu They Passed This Way. Després va seguir una altra sèrie de pel·lícules B, així com dues pel·lícules biogràfiques més, The Jackie Robinson Story (1950) i The Eddie Cantor Story (1953). Després de retirar-se del cinema, va dirigir diversos episodis de televisió.
Green estava casat amb l'actriu de cinema mut Vivian Reed. Van tenir tres fills, Douglas Green, Hilton A. Green i Marshall Green, tots els quals van treballar com a ajudants de direcció.
Green té una estrella al Passeig de la Fama de Hollywood.

## Filmografia
- 1916 The Temptation of Adam
- 1916 The Crisis
- 1917 Little Lost Sister
- 1917 The Princess of Patches
- 1917 The Lad and the Lion
- 1919 The Unpardonable Sin
- 1919 The Web of Chance
- 1920 Blind Youth
- 1920 Silk Husbands and Calico Wives
- 1920 A Double-Dyed Deceiver
- 1920 The Man Who Had Everything
- 1920 Just Out of College
- 1921 Little Lord Fauntleroy
- 1921 Through the Back Door
- 1922 The Ghost Breaker
- 1922 Come On Over
- 1922 The Bachelor Daddy
- 1922 Our Leading Citizen
- 1922 The Man Who Saw Tomorrow
- 1922 Back Home and Broke
- 1923 Woman-Proof
- 1923 The Ne'er-Do-Well
- 1924 Pied Piper Malone
- 1924 Inez from Hollywood
- 1924 In Hollywood With Potash and Perlmutter
- 1925 Sally
- 1925 The Talker
- 1925 The Man Who Found Himself
- 1926 The Girl from Montmartre
- 1926 Irene
- 1926 Ella Cinders
- 1926 It Must Be Love
- 1926 Ladies at Play
- 1927 The Auctioneer
- 1927 Is Zat So?
- 1927 Two Girls Wanted
- 1927 Come to My House
- 1928 Honor Bound
- 1929 Making the Grade
- 1929 Disraeli
- 1930 The Green Goddess
- 1930 The Man From Blankley's
- 1930 Sweet Kitty Bellairs
- 1930 Old English
- 1931 Men of the Sky
- 1931 Smart Money
- 1931 The Road to Singapore
- 1932 Union Depot
- 1932 It's Tough to Be Famous
- 1932 The Rich Are Always With Us
- 1932 The Dark Horse
- 1932 Silver Dollar
- 1933 Parachute Jumper
- 1933 Baby Face
- 1933 Central Airport
- 1933 The Narrow Corner
- 1933 I Loved a Woman
- 1933 Grand Slam
- 1934 Dark Hazard
- 1934 As the Earth Turns
- 1934 The Merry Frinks
- 1934 Side Streets
- 1934 Housewife
- 1934 A Lost Lady
- 1934 Gentlemen Are Born
- 1935 Sweet Music
- 1935 The Girl From 10th Avenue
- 1935 Here's to Romance
- 1935 The Goose and the Gander
- 1935 Dangerous
- 1936 Colleen
- 1936 The Golden Arrow
- 1936 They Met in a Taxi
- 1936 Two in a Crowd
- 1936 More Than a Secretary
- 1937 The League of Frightened Men
- 1937 Thoroughbreds Don't Cry
- 1937 Let's Get Married
- 1937 Mr. Dodd Takes the Air
- 1938 Ride a Crooked Mile
- 1938 El duc de West Point (The Duke of West Point)
- 1939 L'aposta era el seu fill (King of the Turf)
- 1939 The Gracie Allen Murder Case
- 1939 20,000 Men a Year
- 1940 Flowing Gold
- 1940 Al sud de Pago Pago (South of Pago Pago)
- 1940 East of the River
- 1940 Shooting High
- 1941 Badlands of Dakota
- 1941 Female Correspondent
- 1942 Meet the Stewarts
- 1942 The Mayor of 44th Street
- 1943 Appointment in Berlin
- 1943 There's Something About a Soldier
- 1944 Mr. Winkle Goes to War
- 1944 Strange Affair
- 1945 Les mil i una nits (A Thousand and One Nights)
- 1946 Tars and Spars
- 1946 The Jolson Story
- 1947 The Fabulous Dorseys
- 1947 Copacabana
- 1948 Four Faces West
- 1948 The Girl from Manhattan
- 1949 Cover-Up
- 1950 Sierra
- 1950 The Jackie Robinson Story
- 1951 Two Gals and a Guy
- 1952 Invasion U.S.A.
- 1953 Paris Model
- 1953 The Eddie Cantor Story
- 1954 Top Banana